# 古内一成
古内 一成（こうち かずなり、1956年1月18日 - 2016年7月18日）は、日本の脚本家。東京都出身。上智大学法学部卒。日本脚本家連盟会員。

## 来歴・人物
大学4年生の時に、『太陽にほえろ!』のプロット募集に合格。同時期にプロットが合格となった同期の脚本家に尾西兼一がいる。太陽にほえろのプロデューサーに紹介されて小川英に師事し、ドラマ『太陽にほえろ!』でデビュー。最初、大学卒業後は大手損害保険会社に就職したが、転勤が不安な上、脚本家活動するなら新人は東京に居ないとと判断して約4か月で退職。自身のデビュー作が放送された日が偶然にも会社を退職した日と同じだったという。以降、テレビ映画やビデオ映画を中心に活動していた。
1996年には柏原寛司の推薦により、テレビアニメ『名探偵コナン』に参加。以来、同シリーズのメインライターとなり、テレビシリーズの他、多数の劇場版とOVA全作品で脚本を手がけていた。
2016年7月18日、膵臓癌により死去。60歳没。翌年公開の『名探偵コナン から紅の恋歌』ではエンドロールの終盤で「In memory of 古内 一成」と古内を追悼するメッセージがクレジットされる。

## 主な作品

### テレビドラマ
- 太陽にほえろ! （1979年 - 1986年）
- 騎馬奉行 （1979年 - 1980年）
- 柳生あばれ旅（1980年）
- 文吾捕物帳（1982年）
- 遠山の金さん（1982年）
- ザ・サスペンス
  - 『殺人刑事が愛した女・一億八千万円は誰のもの?』 (1982年）
- 暴れん坊将軍II（1983年）
- 誇りの報酬（1986年）
- ジャングル （1987年 - 1988年）
- ハロー!グッバイ （1989年）
- 華麗なる追跡 THE CHASER （1989年）
- 勝手にしやがれヘイ!ブラザー （1989年 - 1990年）
- はばたけ6年 （1989年 - 1997年）
- 刑事貴族1.2.3 （1990年 - 1992年）
- 俺たちルーキーコップ （1992年）
- 静かなるドン （1994年）
- 愛の天使（1994年）
- 火曜サスペンス劇場
  - 『心に秘めた幻の蝶』 (1994年）
- 風の刑事・東京発! （1995年）
- 刑事追う! （1996年）
- 七曲署捜査一係 （1997年）

### テレビアニメ
- 名探偵コナンテレビシリーズ （脚本、1996年 - 2014年）

### 劇場アニメ
- 劇場版名探偵コナンシリーズ （脚本、1997年 - 2014年）
  - 名探偵コナン 時計じかけの摩天楼 [5]
  - 名探偵コナン 14番目の標的 [6]
  - 名探偵コナン 世紀末の魔術師 [7]
  - 名探偵コナン 瞳の中の暗殺者 [8]
  - 名探偵コナン 天国へのカウントダウン [9]
  - 名探偵コナン 迷宮の十字路[10]
  - 名探偵コナン 銀翼の奇術師[11]
  - 名探偵コナン 水平線上の陰謀
  - 名探偵コナン 戦慄の楽譜
  - 名探偵コナン 漆黒の追跡者
  - 名探偵コナン 天空の難破船
  - 名探偵コナン 沈黙の15分
  - 名探偵コナン 11人目のストライカー
  - 名探偵コナン 異次元の狙撃手

### ビデオ作品
- 静かなるドンシリーズ （脚本、1991年 - 1993年）
- 青山剛昌短編集 （脚本、1999年）[12]
- 青山剛昌短編集2 （脚本、1999年）[13]
- 名探偵コナンシリーズ （脚本、2000年 - 2012年）
  - 名探偵コナン コナンvsキッドvsヤイバ 宝刀争奪大決戦!
  - 名探偵コナン 16人の容疑者
  - 名探偵コナン コナンと平次と消えた少年
  - 名探偵コナン コナンとキッドとクリスタル・マザー
  - 名探偵コナン 標的は小五郎!! 少年探偵団マル秘調査
  - 名探偵コナン 消えたダイヤを追え! コナン・平次vsキッド!
  - 名探偵コナン 阿笠からの挑戦状! 阿笠vsコナン&少年探偵団
  - 名探偵コナン 女子高生探偵 鈴木園子の事件簿
  - 名探偵コナン 工藤新一 謎の壁と黒ラブ事件
  - 名探偵コナン 10年後の異邦人
  - 名探偵コナン 新一と蘭・麻雀牌と七夕の思い出
  - 名探偵コナン KID in TRAP ISLAND
  - 名探偵コナン 大阪お好み焼きオデッセイ
  - 名探偵コナン ロンドンからの秘指令
  - 名探偵コナン 新潟〜東京 おみやげ狂騒曲
  - 名探偵コナン えくすかりばあの奇跡
  - 名探偵コナン ファンタジスタの花